# علویق (ورزقان)
علویق یکی از روستاهای استان آذربایجان شرقی است که در دهستان ازومدل جنوبی بخش مرکزی شهرستان ورزقان واقع شده‌است.

## لغت‌نامه دهخدا
علویق . [ع َ ل َ] (اِخ) دهی است جزء دهستان اوزومدل جنوبی بخش مرکزی شهرستان ورزقان واقع در ۷ هزارگزی شمال باختری ورزقان و ۴ هزار و پانصد گزی راه ارابه رو تبریز به اهر. ناحیه ایست جلگه و دارای آب و هوای معتدل. سکنهٔ آن بیش از ۱۷۰۰ تن است. آب آن از قنات تأمین می‌شود. محصول آن غلات و سیب زمینی و سیب و گردو و آلبالو است. اهالی به کشاورزی و گله داری اشتغال دارند و صنایع دستی زنان جاجیم بافی است. دارای راه آسفالته است دارای آثار باستانی از جمله امامزاده شیخ حسین که ثبت ملی و در سال ۱۳۹۸ مرمت گردیده‌است یکی دیگر از این آثار تپه ای در نزدیکی این روستا است که مشهور است به گدیح باشی. که محلی‌ها می‌گویند که بنای اولیه روستا در این مکان بوده ودر اثر زلزله از بین رفته‌است وزیر خاک مدفون شده‌است و امروزه هم لوازمی مانند ظروف شکسته سفالی قابل مشاهده می‌باشد وهمین آثار است که قدمت این روستا را بیشتر به چشم می‌آورد.